# Stimulare bazală
Stimularea bazală (bazal din lat = fundamental și necondiționat și de stimulare = stimulare stimulent) este activarea simțurilor auditive ale persoanei și stimularea primară și libera experiență, și se oferă să construiască la individ o forma non-verbală  de comunicare, la persoanele a căror proprie activitate lipsește  mobilitatea, precum și a căror capacitate de a percepe și de a comunica este grav degradată, de exemplu, mai multe persoane cu deficiențe severe, traumatism cranio-cerebral, persoanele cu hemiplegischem, sindrom apallic sau comă. Cele mai simple moduri este încercarea de a stabili un contact cu acești oameni, pentru a le da acces la mediu înconjurător, la semenii lor și de asemenea de a-și experimenta calitatea vieții.
Stimularea bazală a fost dezvoltată de Andreas D. Frohlich în 1975, ca parte a unui experiment la școală, publicat astăzi și este protejat de drepturile de autor ca un concept. Ea este văzută în mod explicit ca un concept pedagogic și nu ca o tehnică terapeutică. În timp ce Vesel a dezvoltat conceptul de domeniul educației speciale, conceptul de Christel Bienste a fost transferat împreună cu Vesel în domeniul de asistență medicală.
Cuprins
- baza de promovare
- exemple concrete
- literatura
- web

Bazele de promovare
- Ritmul perioadelor active și perioadelor de odihnă
- Crearea traiului adecvat și spațiilor de învățare
- Organizarea de servicii interactive și oportunități
- Construirea de relații personale
- Participarea la activitățile de zi cu zi
- Exemple concrete

În îngrijirile medicale, experiențele perceptuale sunt oferite ca să se conecteze la experiențele prenatale și să servească drept bază pentru dezvoltarea în continuare.
Printre alte experiențe, cum ar fi senzația de corp (pielea ca punct de contact cu lumea din afară), percepția poziției proprie în spațiu (coordonare), și pentru a cunoaște interiorul cuiva (de exemplu, mușchi) prin somatice, vestibular (simțul echilibrului) și având în vedere excitațiile vibraționale.
În plus, cele cinci simțuri sunt stimulate (văz, auz, gust, atingere, miros).
Cântec, pat cu apă și cu difuzoare puternice, inclusiv muzică diferită în instrumentele din spațiu, sunetul și ritmul de deasupra sau alături de persoană, dacă este posibil, oamenii folosesc un ciocan ca să simtă vibrația unui instrument.
1. Oferind lumină colorată, (de iluminat deasupra patului sau a locului)
2. Telefoane mobile și caracteristici de apă în cameră.
3. Bile de pat, leagăne, scaune cu rotile.
4. Toate tipurile de masaj și de rezistență, cu o varietate de metode, uleiuri, obiecte, sol și plante.
5. Stimularea prin schimbarea de poziție, chiar și în camere cu oameni și în aer liber.
6. Mișcarea de înot și jacuzzi cu folosirea diferitelor jucării.
7. Ingestia de alimente, face, dacă este posibil, atractiv și plăcut.
8. Se poate observa ritmul în rutina zilnică.
9. Activități cu limba (exerciții).
10. Stimularea prin atingerea (curse) a animalelor.

Fiecare activitate individuală, care este posibilă și este susținută, poate apărea ca o reacție care are un răspuns sau o cooperare reciprocă. "Jocul, care caută ceva nou, precum și activități de explorare" (Frohlich, 2003, p. 257) se poate observa, în prealabil părea să fie persoane inactive complet.
Stimularea bazală trebuie să fie integrată în viața de zi cu zi (de exemplu, banda transportoare de întreținere). În schimb, aceasta nu trebuie să fie forțată, trebuie să se ia în considerare situația reală a persoanei și posibilitatea de a i se oferi ajutor.